# Selenia lunularia
Espèce
Selenia lunularia, l'Ennomos lunaire, est une espèce de lépidoptères (papillons) de la famille des Geometridae et de la sous-famille des Ennominae.
On le trouve au Maroc, en Europe jusqu'à l'Oural (et notamment partout en France, assez fréquent en Belgique), en Asie centrale.
L'envergure de l'imago varie de 38 à 44 mm. Ce papillon possède une lunule bien visible sur chaque aile et son aile postérieure a le bord plus festonné que chez Selenia dentaria et montre une échancrure nette.
Sa larve se nourrit pendant la nuit sur de nombreux arbres et arbustes : prunelier, prunier, chêne, bouleau, frêne…
Le jour, la chenille reste immobile et imite une brindille.
Il est univoltin ou bivoltin selon les régions.

## Espèces proches[2]
- L'Ennomos illunaire, Selenia dentaria (Fabricius, 1775)
- L'Ennomos illustre, Selenia tetralunaria (Hulnagel, 1767)